# Bad Arolsen
Bad Arolsen és un municipi de l'estat federat alemany de Hessen. El 2020 tenia 15.571 habitants.
El primer esment escrit data del 1131, quan s'hi va fundar al monestir Aroldessen de les monges agustinianes. De 1655 fins a 1918, la ciutat va ser la residència dels comtes i prínceps de Waldeck-Pyrmont i després la capital de l'estat lliure de Waldeck. El 1929, va de perdre la independència després de ser annexada per Prússia.
De l'autumne 1943 fins al fi de la dictadura feixista nazi el 1945 hi havia una extensió del camp de concentració de Buchenwald. Presoners hi van ser empleat per la renovació dels edificis de l'Escola de Gestió del Schutzstaffel (SS) o per servir a la cuina o als camps de conreu. Hi explotaven fins a 123 persones, principalment menestrals, que venien de Bèlgica, França, Itàlia, Iugoslàvia, Lituània, Luxemburg, Polònia i els Països Baixos.

## Llocs d'interès
- Arxius Arolsen, amb més de 55 milions de documents i objectes, un dels arxius sobre els crims i les víctimes del nazisme més gros del món.[4]
- El palau residencial de la nissaga dels Waldeck-Pyrmont